# Hamburg-Eilbek
Eilbek [ˈaɪ̯lbeːk] (Schreibweise bis 1946: Eilbeck) ist ein Stadtteil von Hamburg im äußersten Südwesten des Bezirks Wandsbek.

## Geographie

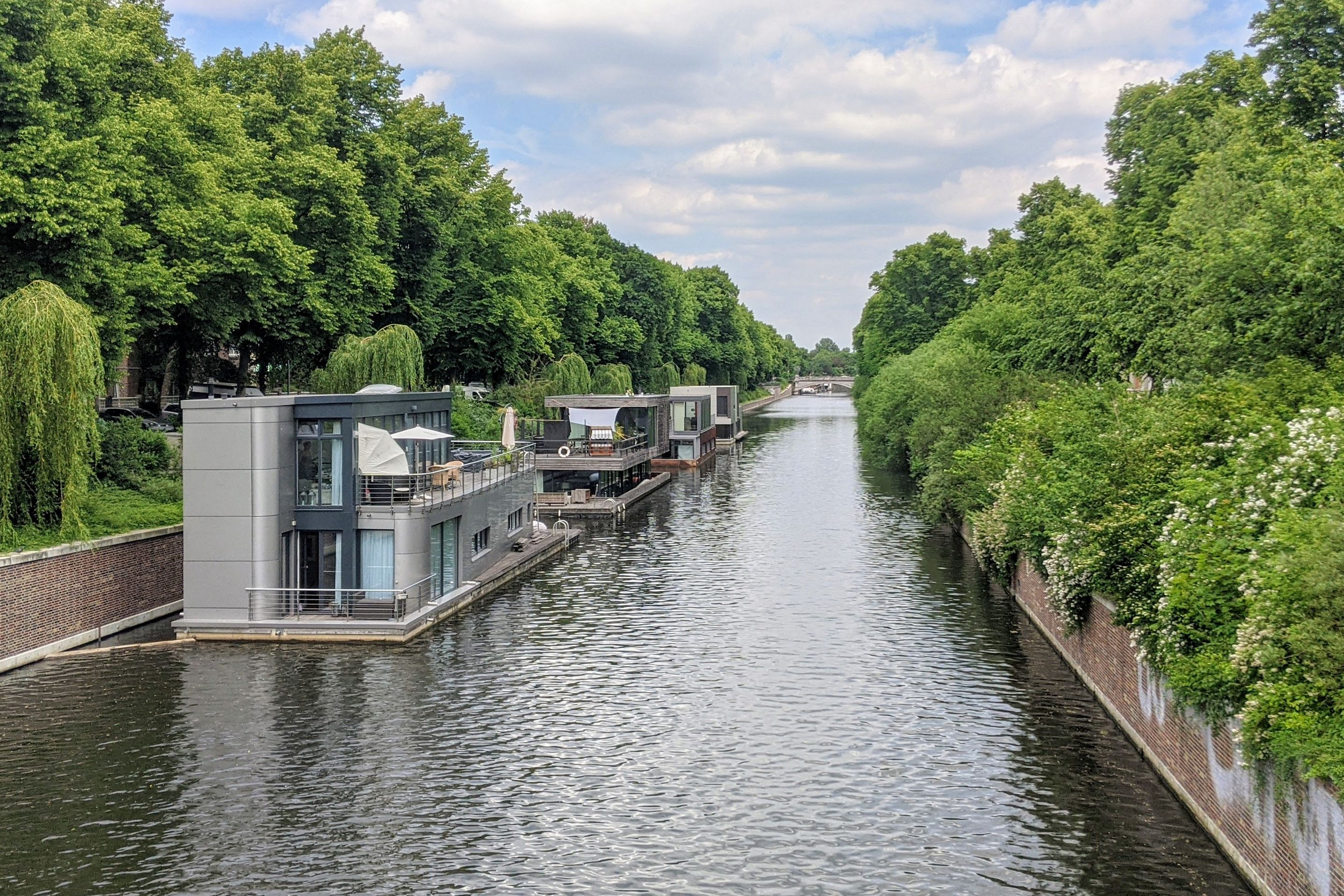
Hausboote auf dem Eilbekkanal

Eilbek liegt etwa vier Kilometer nordöstlich des Hamburger Stadtzentrums am Südufer des Eilbekkanals bzw. der Wandse, die hier früher ebenfalls den Namen Eilbek trug und im Volksmund teilweise immer noch so genannt wird.

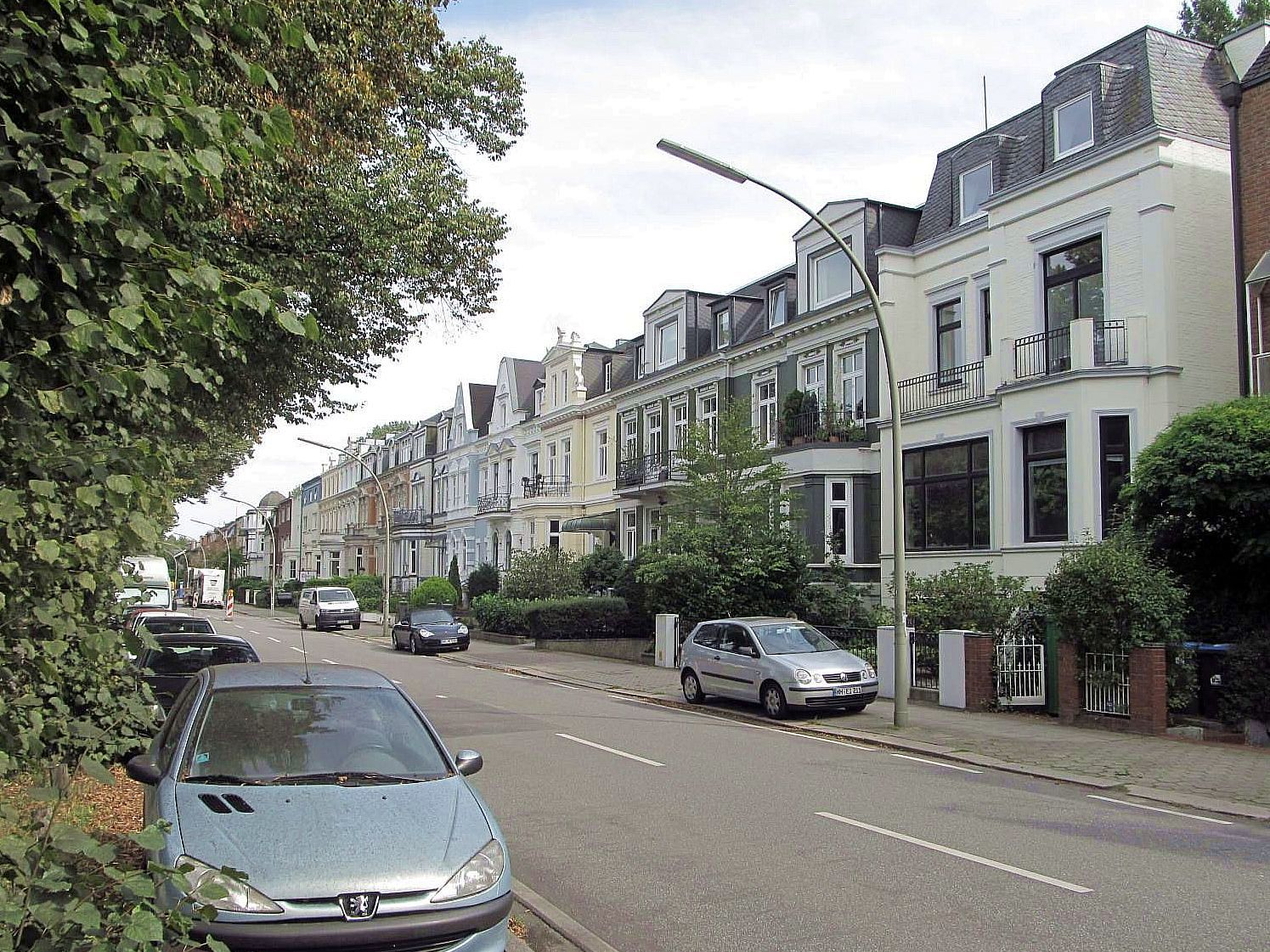
Gründerzeitliche Bebauung im „Auenviertel“

Der Stadtteil grenzt im Westen an Hohenfelde (hier bildet der Straßenzug Wartenau – Landwehr die Grenze), im Nordwesten an die Uhlenhorst, im Norden an Barmbek-Süd, im Nordosten (am S-Bahnhof Friedrichsberg) an den Stadtteil Dulsberg, im Osten an Wandsbek und Marienthal (Trasse der Güterumgehungsbahn Hamburg) sowie im Süden an Hamm (Trasse der Eisenbahnlinie nach Lübeck).
Eilbek erstreckt sich beiderseits der Magistrale Wandsbeker Chaussee und ist überwiegend durch mehrgeschossige Wohnbebauung aus der Nachkriegszeit gekennzeichnet, nur vereinzelt sind Wohngebäude aus der Gründerzeit und Fabrikhöfe aus der Vorkriegszeit erhalten. Eine architektonische Besonderheit sind mehrere seit der Jahrtausendwende aufwändig zu Wohnhäusern umgebaute Hochbunker aus dem Zweiten Weltkrieg.
Der Stadtteil gliedert sich in drei kleinere Quartiere: Das „Auenviertel“ im Nordwesten des Stadtteils liegt am Eilbekkanal auf trockengelegten ehemaligen Auwiesen. Dort steht noch eine Anzahl zweistöckiger Stadthäuser aus der Gründerzeit und dem frühen 20. Jahrhundert. Das im Nordosten gelegene „Dichter- und Denkerviertel“ (nach den hier vorherrschenden Straßennamen) ist urbaner bebaut und weist noch eine Reihe mehrgeschossiger Etagenhäuser aus der Zeit um 1900 auf. Südlich der Wandsbeker Chaussee liegt das Hasselbrook-Viertel, benannt nach einem einst als Gemeinweide genutzten Bruchwald. Der äußerste Südosten Eilbeks – zwischen den Bahnhöfen Hasselbrook und Wandsbeker Chaussee – ist Gewerbegebiet.

## Geschichte

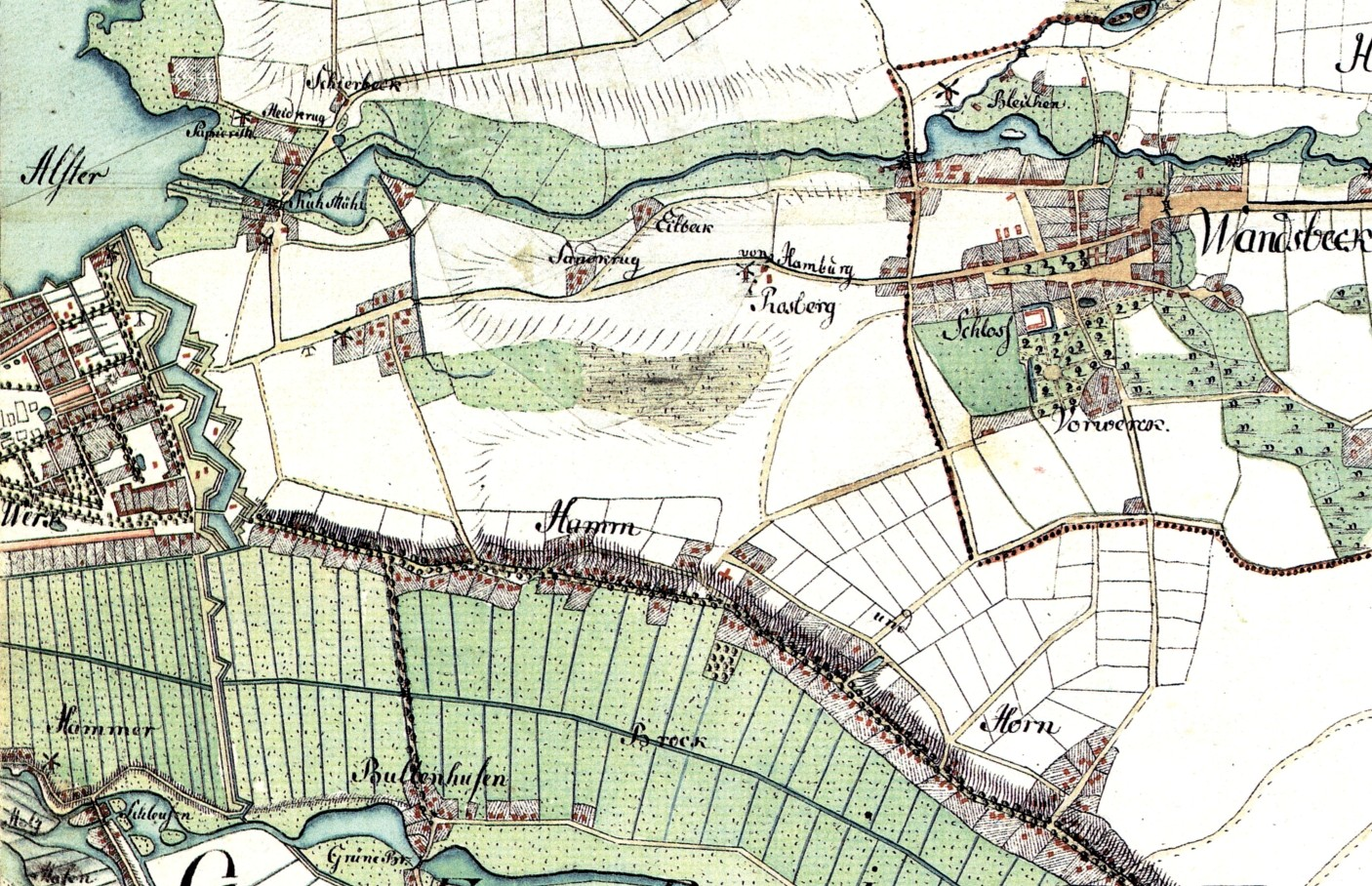
Ausschnitt aus der Varendorf-Karte um 1790: Eilbek als kleine Siedlung am gleichnamigen Fluss, etwa auf halbem Weg zwischen Hamburg (links) und Wandsbek (rechts).

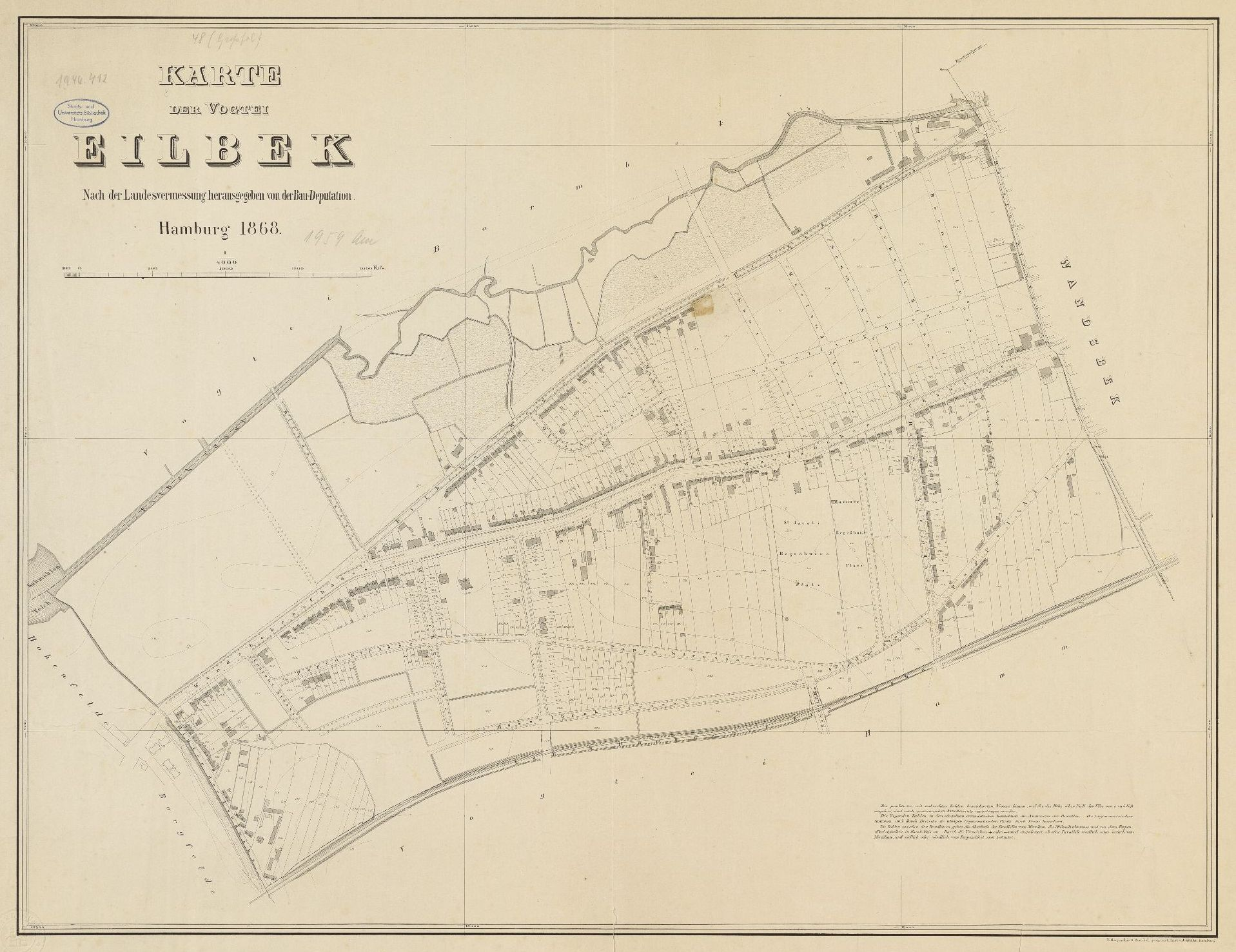
Karte der Vogtei Eilbek, 1868. Nördlich des Eilbeker Weges ist der noch nicht kanalisierte Lauf des Eilbek-Flusses erkennbar.

Eilbek um 1900

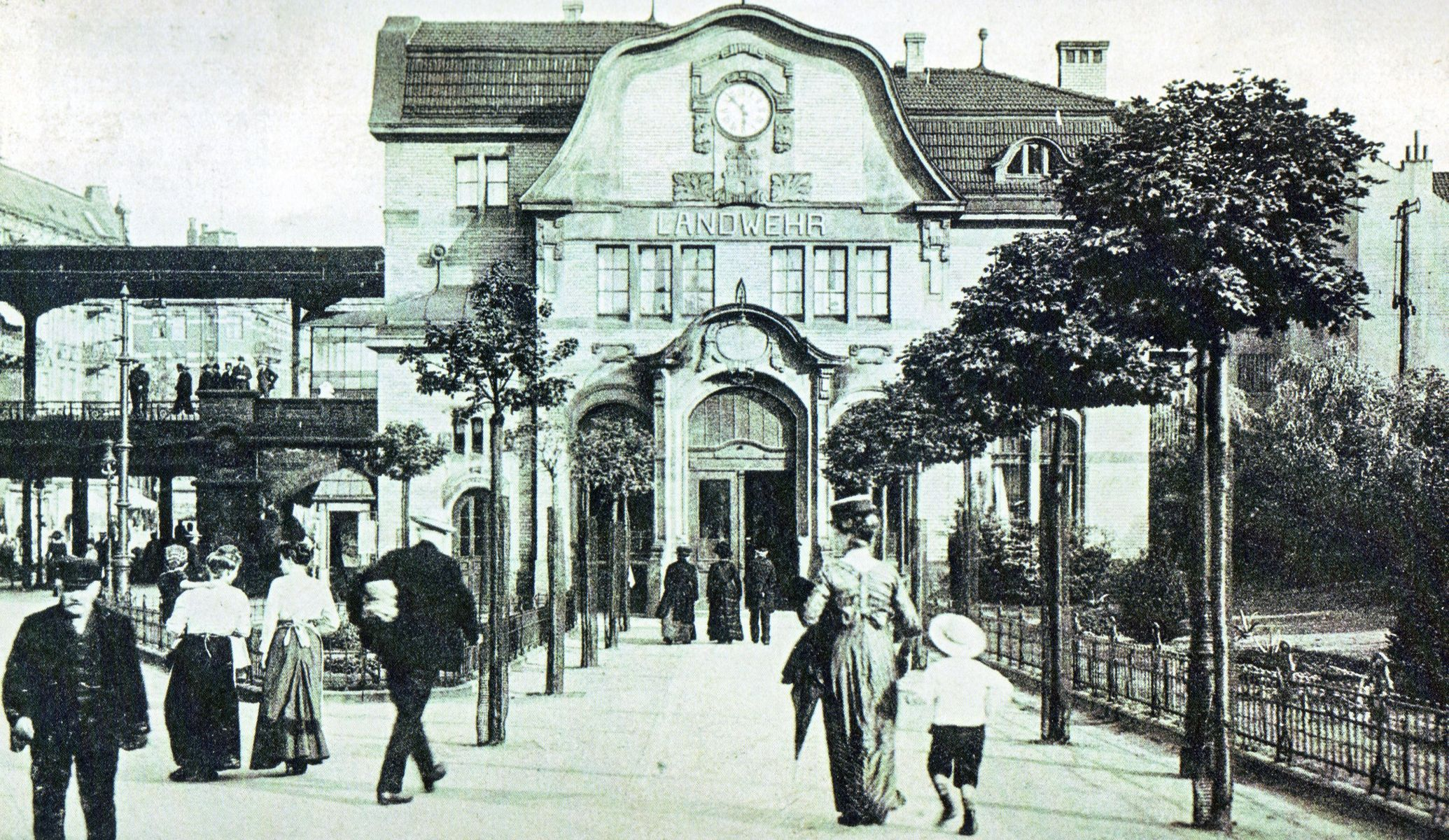
Bahnhof Landwehr um 1910

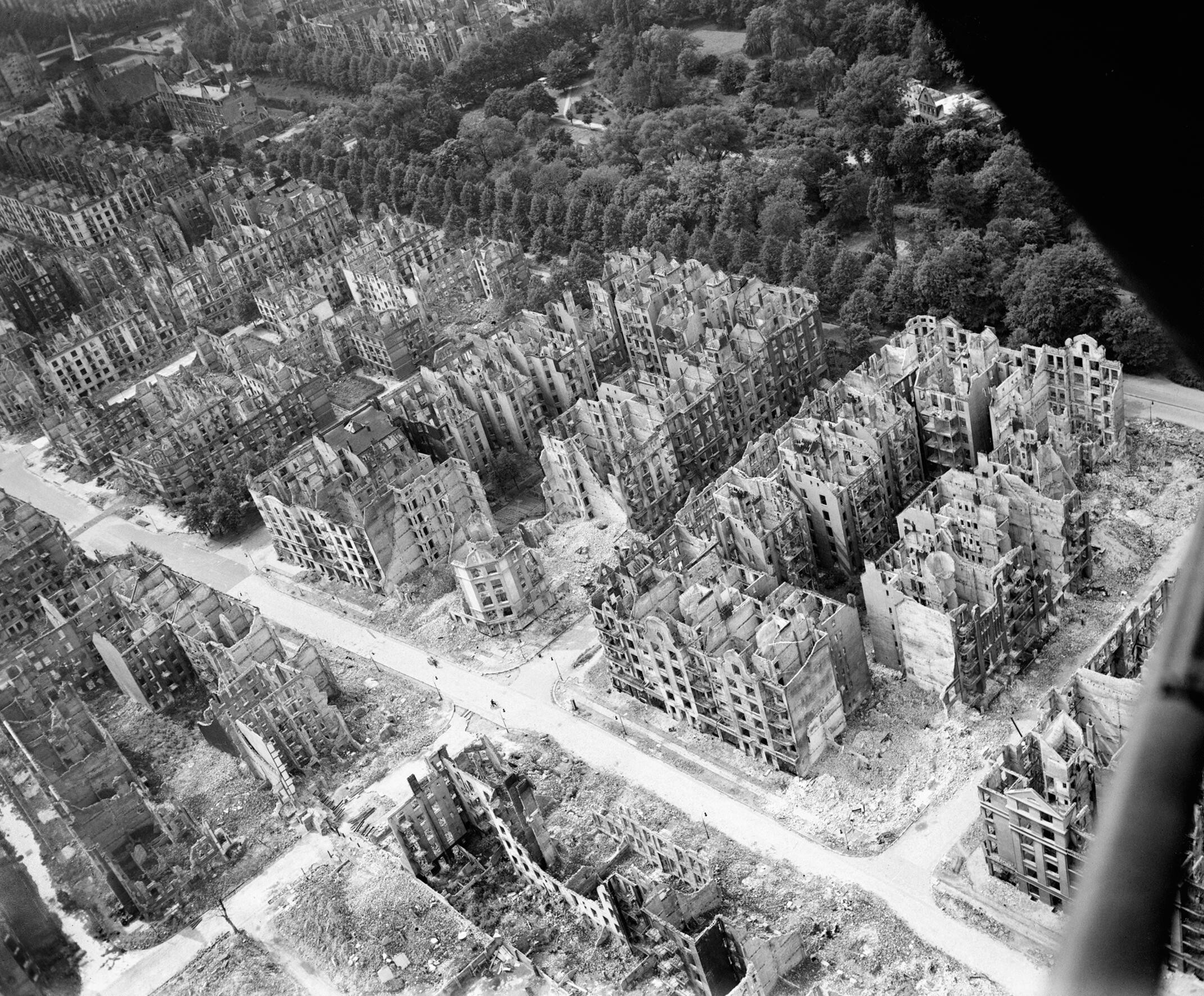
Luftbild des Eilbeker Wegs nach der Zerstörung im Juli 1943

Die erste urkundliche Erwähnung Eilbeks erfolgte 1247 als Ylenbeke, was so viel wie Egelbach heißt. Bis Ende des 19. Jahrhunderts wurden hier große Mengen Blutegel zur medizinischen Verwendung gefangen. Das nur wenige Höfe zählende Eilbek gehörte zunächst für rund 600 Jahre zum Hamburger Hospital zum Heiligen Geist, bevor es 1830 im Zuge der Neuordnung des Hamburger Landgebiets zur Landherrenschaft der Geestlande kam. Die Südgrenze der Eilbeker Flur bildete ursprünglich die alte Landstraße nach Lübeck (die heutige Wandsbeker Chaussee); der südlich davon gelegene Hasselbrook gehörte zu Hamm. Das Eilbeker Gebiet wurde 1856 nach Süden längs des Peterskamps bis zur heutigen Papenstraße/Pappelallee erweitert, 1865 schließlich bis zur neuerbauten Eisenbahnlinie nach Lübeck. Nach dem Hamburger Brand von 1842 siedelten sich einige der obdachlos gewordenen Bürger in Eilbek an. Nach der Aufhebung der Torsperre 1860 und dem Bau der Lübecker Eisenbahn 1865 verstärkte sich der Zuzug nach Eilbek, das 1874 zum Vorort erhoben und 1894 als Hamburger Stadtteil eingemeindet wurde. Bereits um 1900 war der Stadtteil bis an die damalige Stadtgrenze nach Wandsbek dicht bebaut. Eilbek war eines der Zentren des kommunistischen Hamburger Aufstands von 1923.
Im Zweiten Weltkrieg wurde Eilbek durch die schweren Luftangriffe im Juli 1943 nahezu vollständig zerstört. Zu den zerstörten Gebäuden gehörten auch das Hospital zum Heiligen Geist sowie das Marien-Magdalenen-Kloster, die beide seit 1883 bzw. 1901 in der Richardstraße angesiedelt gewesen waren.
Bei der Neugliederung Hamburgs im Jahre 1949 wurde Eilbek ein Teil des Bezirks Wandsbek.

### Persönlichkeiten
- Hans Fallada lebte 1928 vorübergehend in der Hasselbrookstraße 54[6]
- Katharina Fegebank, seit 2015 Hamburgs Zweite Bürgermeisterin, lebt in Eilbek.[7]
- Karen Horney lebte in den Jahren 1899 bis 1904 in der Papenstraße 66[8]
- Helmuth Kern, Wirtschaftssenator und HHLA-Chef, wuchs in der Blumenau und Richardstraße auf
- Vicky Leandros wuchs in der Blumenau auf und besuchte die Schule Richardstraße sowie das damalige Gymnasium Wartenau[9]
- Otto Lüthje, Volksschauspieler am Ohnsorg-Theater, war im Hauptberuf Lehrer an der Schule Roßberg[10]
- Philipp Jakob Maul, Briefwaagenpionier, wohnte in der Blumenau
- Nicolai von Ruckteschell, Pastor an der Eilbeker Friedenskirche

- Max Schmeling wuchs in der Hasselbrookstraße 14 auf[11]
- Helmut Schmidt verlebte einen Teil seiner Jugend in der Schellingstraße 9[12]
- Ernst Thälmann wuchs in Eilbek auf und besuchte die Schulen in der Kantstraße und am Roßberg[13]
- Theodor Tilemann, Gründer des Eilbeker Knabenhorts, lebte in der Eilenau/Ecke Wartenau
- Herbert Weichmann, Erster Bürgermeister Hamburgs 1965–71, wohnte in der Hagenau 75[14]

## Statistik
- Anteil der unter 18-Jährigen: 12,3 % [Hamburger Durchschnitt: 16,8 % (2023)][15]
- Anteil der Haushalte mit Kindern: 12,1 % [Hamburger Durchschnitt: 17,8 % (2023)][15]
- Anteil der über 64-Jährigen: 14,2 % [Hamburger Durchschnitt: 17,8 % (2023)][15]
- Ausländeranteil: 19,1 % [Hamburger Durchschnitt: 20,7 % (2023)][15]
- Anteil von Leistungsempfängern nach SGB II: 7,0 % [Hamburger Durchschnitt: 10,0 % (2023)][15]
- Arbeitslosenquote: 5,3 % [Hamburger Durchschnitt: 6,2 % (2023)][15]

Eilbek zählt zu den weniger wohlhabenden Hamburger Stadtteilen. Die durchschnittlichen jährlichen Einkünfte pro Steuerpflichtigen betrugen hier im Jahre 2023 etwa 40.232 Euro und sind niedriger als der Hamburger Durchschnitt (48.035 Euro).

### Einwohnerentwicklung
- 1818: 00090[16]
- 1847: 00290[16]
- 1874: 05.000[16]
- 1895: 24.611[17]
- 1920: 59.130[17]
- 2000: 19.996
- 2005: 20.011
- 2010: 20.309
- 2020: 22 235[18]
- 2023: 22 693[19]

## Politik
Für die Wahl zur Hamburgischen Bürgerschaft gehört Eilbek zum Wahlkreis Wandsbek. Bei Bezirksversammlungswahlen gehört der Stadtteil zum Wahlkreis Eilbek, Wandsbek. Bei Bundestagswahlen zählt Eilbek zum Bundestagswahlkreis Hamburg-Wandsbek.

### Wahlergebnisse
|                        | SPD    | Grüne 1) | CDU    | Linke 2) | AfD    | FDP    | Übrige    |
| Bürgerschaftswahl 2025 | 31,8 % | 23,8 %   | 14,7 % | 12,7 %   | 06,2 % | 02,2 % | 08,6 %    |
| Bürgerschaftswahl 2020 | 36,2 % | 30,1 %   | 07,5 % | 10,0 %   | 05,0 % | 04,2 % | 07,0 %    |
| Bürgerschaftswahl 2015 | 47,4 % | 13,9 %   | 11,4 % | 08,9 %   | 06,2 % | 06,2 % | 05,9 %    |
| Bürgerschaftswahl 2011 | 50,9 % | 11,8 %   | 18,2 % | 06,6 %   | –      | 05,8 % | 05,1 %    |
| Bürgerschaftswahl 2008 | 35,5 % | 09,6 %   | 40,8 % | 06,6 %   | –      | 04,6 % | 02,8 %    |
| Bürgerschaftswahl 2004 | 32,5 % | 11,5 %   | 46,0 % | –        | –      | 03,1 % | 07,0 %    |
| Bürgerschaftswahl 2001 | 39,5 % | 08,2 %   | 26,5 % | 00,5 %   | –      | 04,5 % | 20,8 % 3) |
| Bürgerschaftswahl 1997 | 38,2 % | 13,3 %   | 30,2 % | 00,4 %   | –      | 03,2 % | 14,7 % 4) |
| Bürgerschaftswahl 1993 | 43,1 % | 12,4 %   | 25,5 % | –        | –      | 03,4 % | 15,6 %    |
| Bürgerschaftswahl 1991 | 48,5 % | 06,0 %   | 35,9 % | –        | –      | 05,0 % | 04,6 %    |
| Bürgerschaftswahl 1987 | 45,2 % | 05,6 %   | 41,9 % | –        | –      | 06,3 % | 01,0 %    |
| Bürgerschaftswahl 1986 | 41,5 % | 08,5 %   | 44,5 % | –        | –      | 04,5 % | 01,0 %    |

## Kultur und Sehenswürdigkeiten

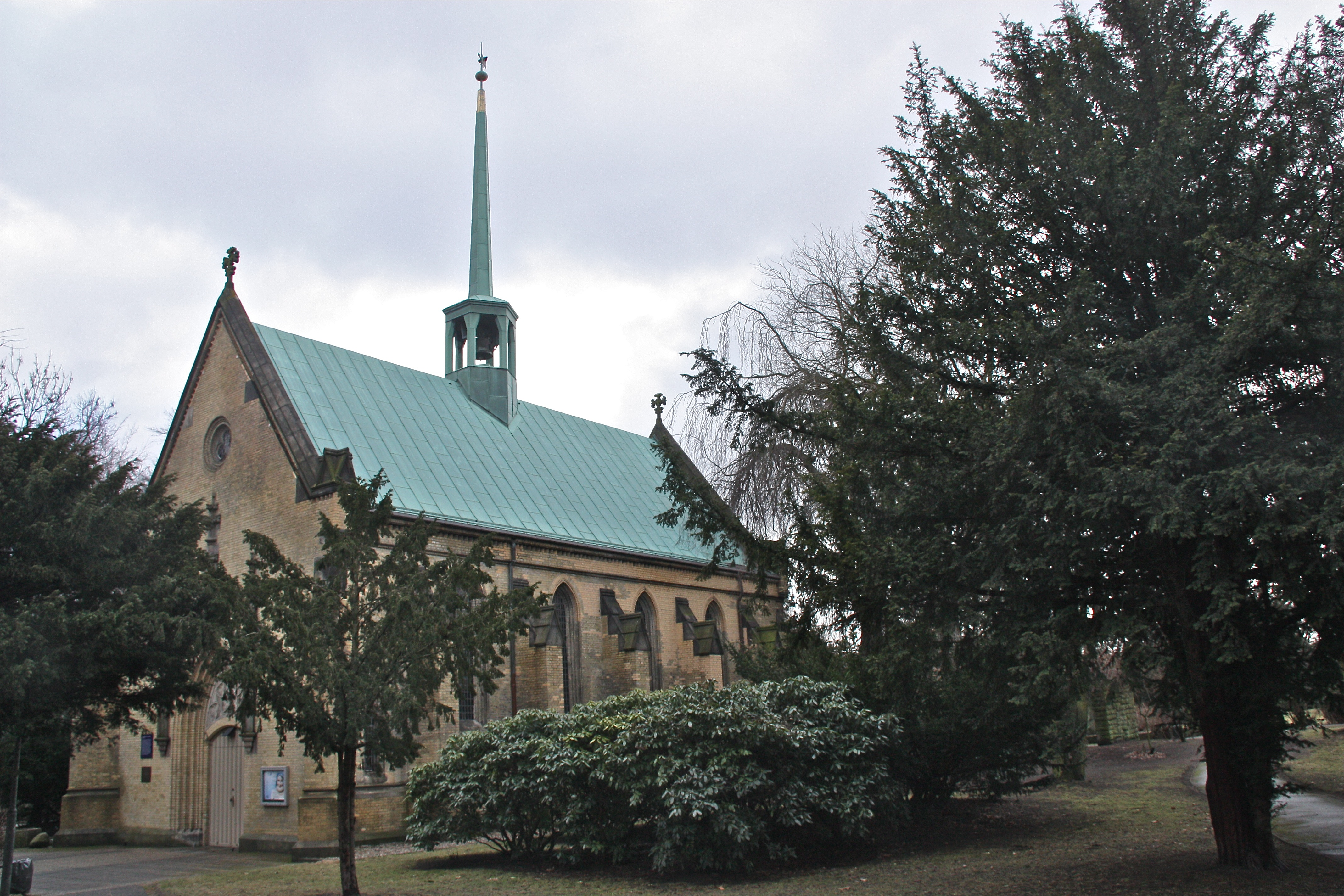
Ehemalige Osterkirche, Ansicht von Nordwesten

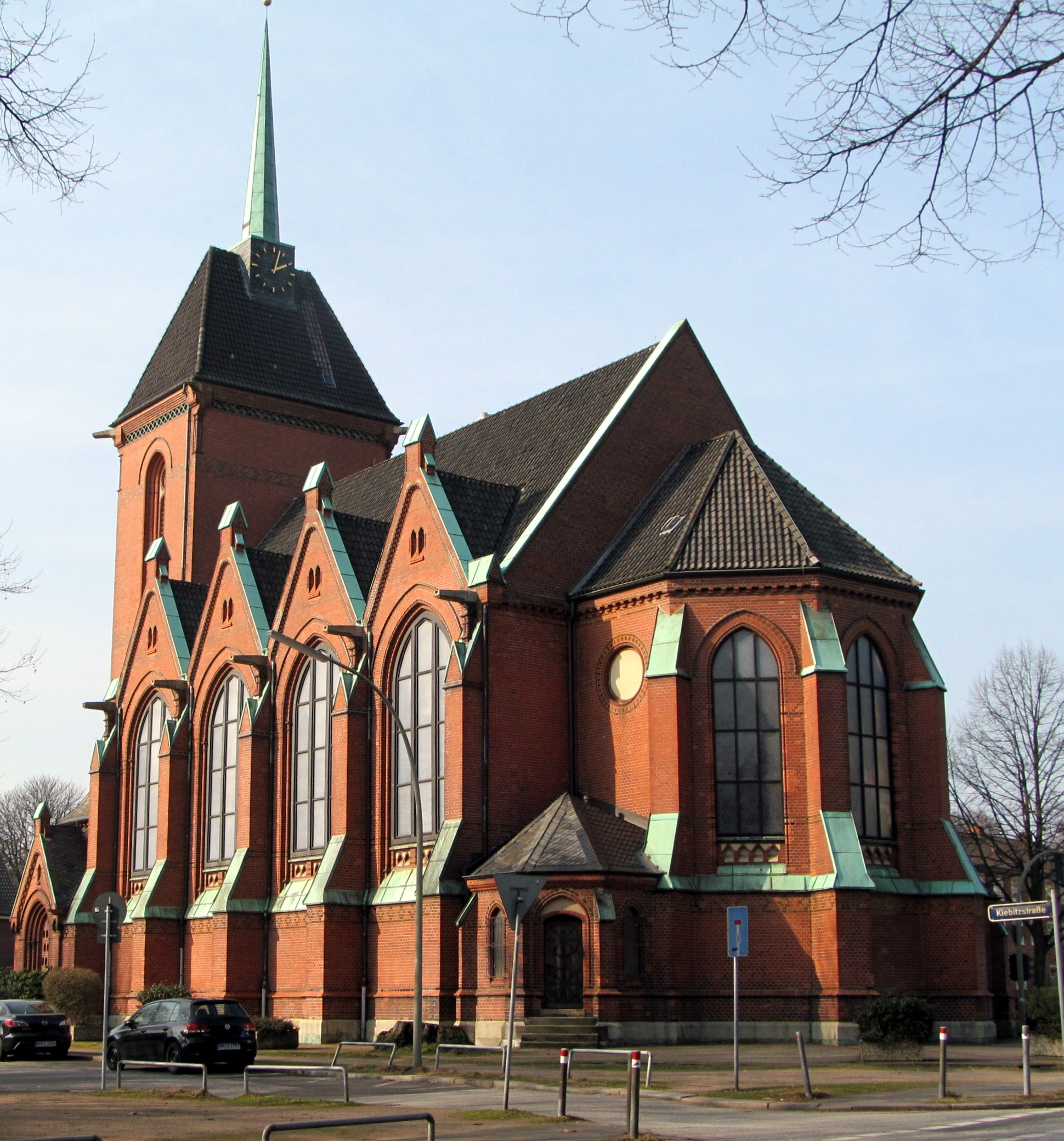
Friedenskirche

### Kirchen
In Hamburg-Eilbek gibt es mit Stand 2020 zwei evangelisch-lutherische Kirchen, eine bulgarisch-orthodoxe Kirche, ein Versammlungshaus der mormonischen Gemeinde und eine serbisch-orthodoxe Kirche (nach Baujahr):
- Die ehemalige Osterkirche an der Wandsbeker Chaussee wurde 1863–64 nach Plänen von Alexis de Chateauneuf als Friedhofskapelle des Jacobi-Friedhofs errichtet. Nach der Aufhebung des Friedhofes und der Beseitigung erheblicher Kriegsschäden wurde sie seit 1962 als evangelisch-lutherische Gemeindekirche genutzt. 2019 übernahm die bulgarisch-orthodoxe Gemeinde das Gebäude.[20]
- Die evangelisch-lutherische Friedenskirche – von Johannes Otzen zwischen 1883 und 1885 in neugotischem Stil an der Papenstraße erbaut – wurde 1885 als erste eigenständige Gemeindekirche für Eilbek eingeweiht. Sie wurde im Juli 1943 zerstört und 1954 renoviert.
- Die evangelisch-lutherische Versöhnungskirche am Eilbektal wurde 1916–20 nach Plänen von Fernando Lorenzen errichtet, der Turm wurde 1925 fertiggestellt. Wilhelm Rex fertigte 1921 die drei Reliefs über dem Eingang.
- Das mormonische Pfahlhaus an der Wartenau wurde 1957–1959 von der Hamburger Kirche Jesu Christi der Heiligen der Letzten Tage errichtet
- Die Erzengel-Michael-Kirche in der Schellingstraße gehört zur serbisch-orthodoxen Kirche.

### Parks

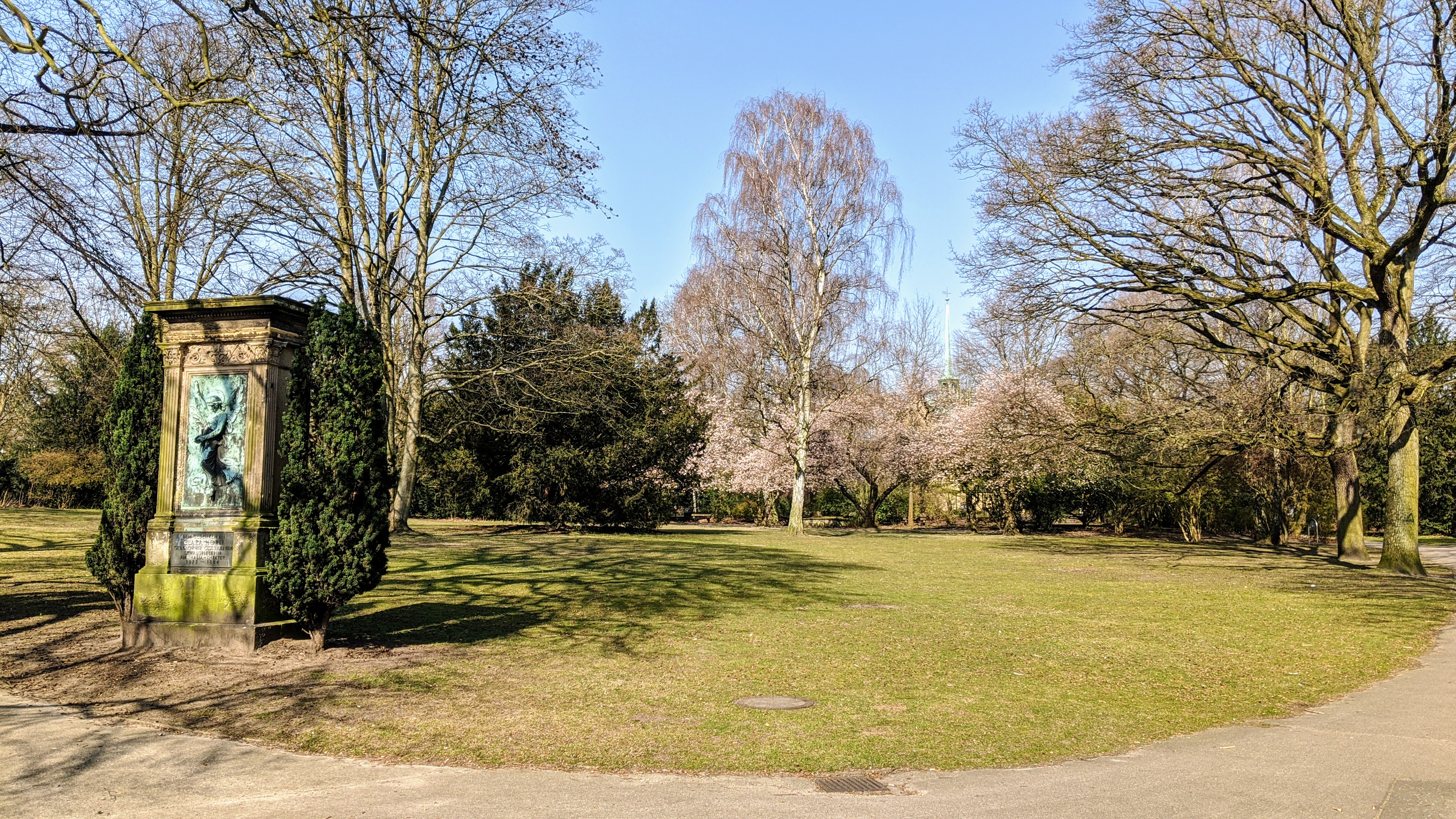
Jacobipark mit historischem Grabstein

Der Jacobipark ist ein 1954 aufgelassener Friedhof. Er wurde 1848 von der Hauptkirche St. Jacobi vor den Toren Hamburgs angelegt. 1862 kam ein weiterer Begräbnisplatz der Hammer Dreifaltigkeitsgemeinde hinzu. Einzelne Grabmale sind noch vorhanden.
Zwei weitere Parks sind der Eilbeker Bürgerpark nahe der Friedenskirche und der sich längs der Eilbek erstreckende, aber überwiegend bereits auf Barmbeker Gebiet gelegene Friedrichsberger Park, der auf den Anstaltspark der einstigen „Irrenanstalt Friedrichsberg“ (heute Schön Klinik Eilbek) zurückgeht.

### Bildung

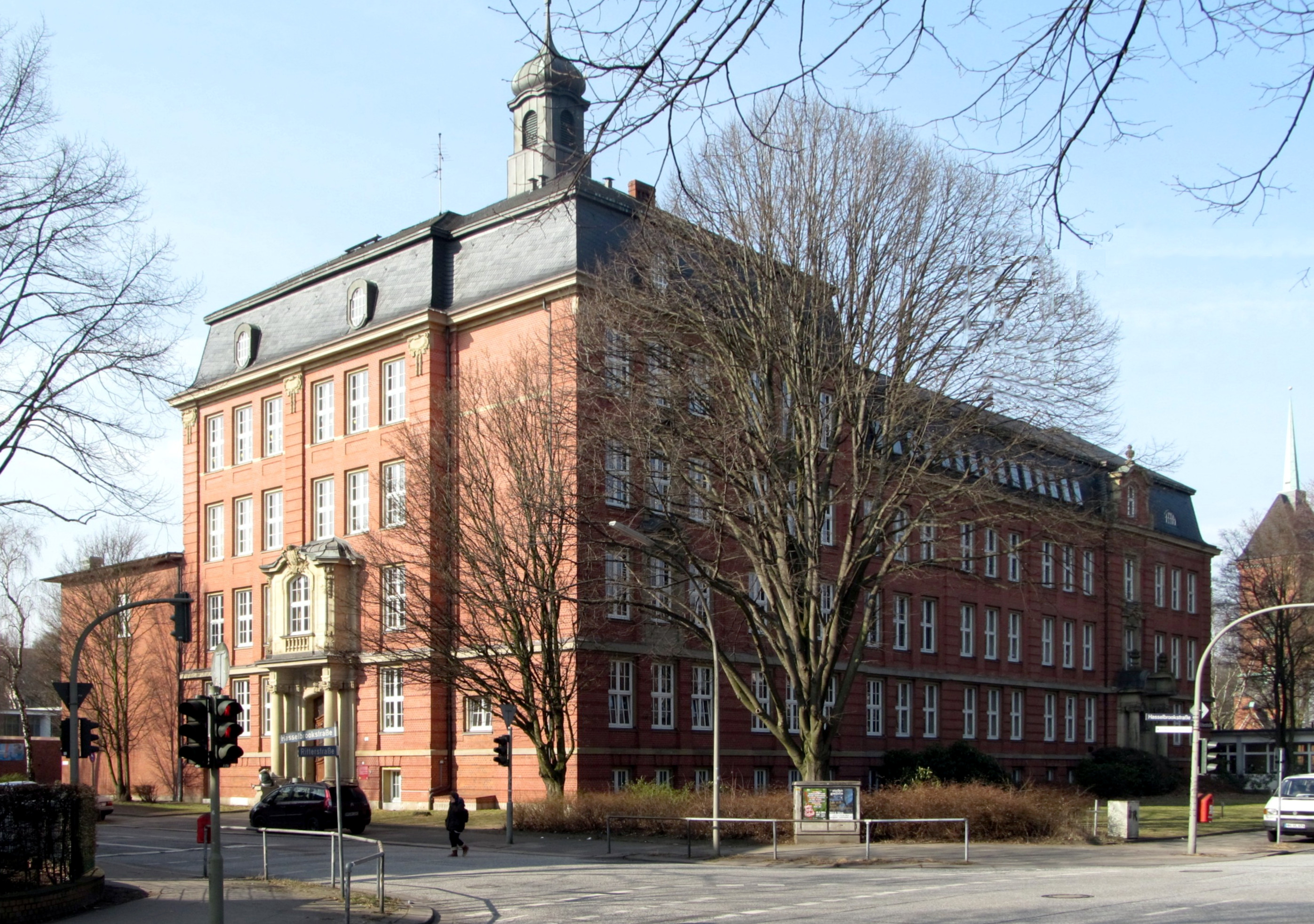
Schule Hasselbrook

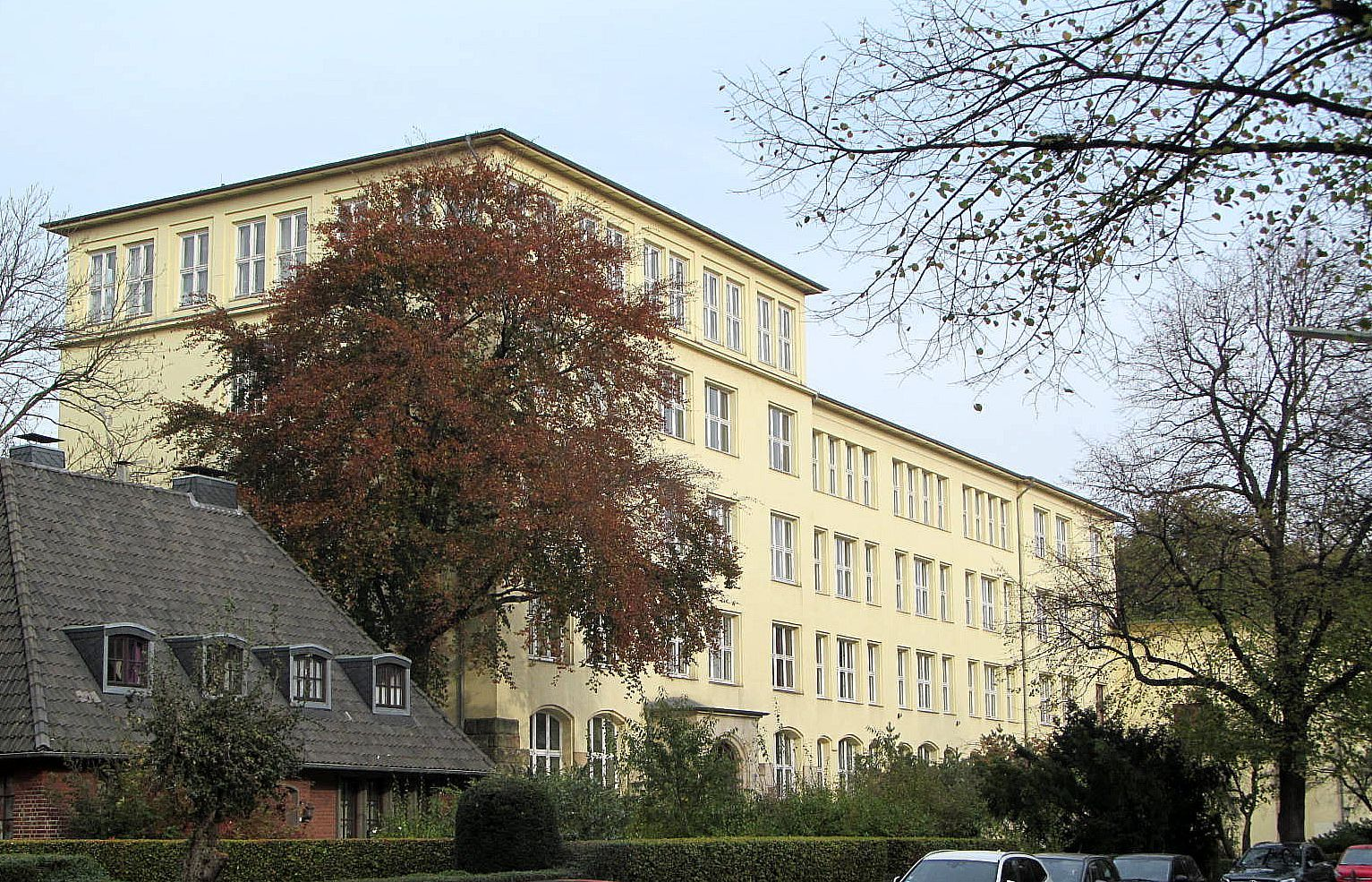
Schule Eilbektal

In Eilbek gibt es mit Stand 2023 drei staatliche Grundschulen und ein im Aufbau befindliches Gymnasium:
- Schule Wielandstraße in der Wielandstraße 7, 1892 als Mädchenschule gegründet, heute bilinguale Grundschule (deutsch-spanisch)
- Schule Richardstraße in der Richardstraße 85, 1957 gegründete Schule, heute Grundschule, Ursprungsbebauung durch Serienbauten des Hamburger Hochbauamtes abgerissen und 2016/17 durch einen Neubau ersetzt
- Die denkmalgeschützte Schule Hasselbrook an der Ecke Hasselbrookstraße / Ritterstraße wurde zwischen 1905 und 1907 nach Plänen von Albert Erbe als (Doppel-)Volksschule Ritterstraße in neobarockem Stil erbaut. Seit 2007 ist sie eine reine Grundschule.
- Schule Eilbektal im Eilbektal 35, ursprünglich 1906–1909 ebenfalls als Volksschule von Albert Erbe geplant, nach Kriegsschäden verändert wiederaufgebaut,[23] beherbergte das Gebäude bis 2021 verschiedene Berufsschulen. Ab Sommer 2024 wird hier das neugegründete Gymnasium im Eilbektal ansässig sein.[24][25]

Da Eilbek bei Luftangriffen während des Zweiten Weltkriegs sehr stark zerstört wurde, sind eine Reihe von historischen Schulgebäuden abgängig. Dazu gehören die ehemaligen Volksschulen in der Kantstraße, Kantstraße/Schellingstraße, am Eilbecker Weg, in der Papenstraße sowie die Realschule Eilbeck in der Ritterstraße. Das Gebäude der Volksschule Roßberg steht noch, wurde aber zum Mehrfamilienhaus umgebaut.

### Theater
Das 1980 gegründete Fundus-Theater ist ein Kinder- und Jugendtheater und war von 1997 bis 2021 in einem Fabrikgebäude in der Hasselbrookstraße 25 ansässig. Im Jahre 2022 zog das Theater in einen Neubau am Sievekingdamm 3 (Platz der Kinderrechte) in Hamburg-Hamm um.

## Verkehr

### Individualverkehr

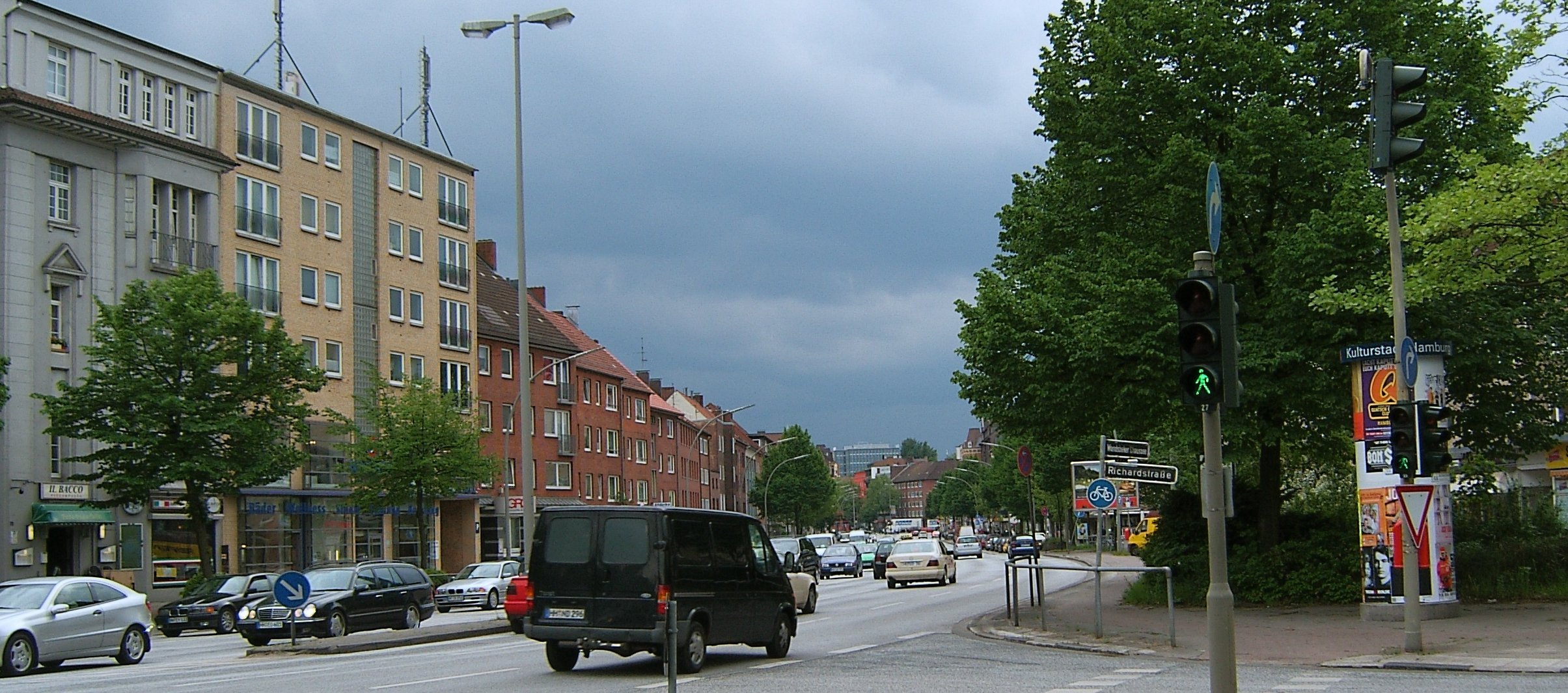
Wandsbeker Chaussee, Blickrichtung stadteinwärts

Eilbeks Hauptverkehrsader ist die in ost-westlicher Richtung verlaufende Wandsbeker Chaussee (bis 2015 Teil der Bundesstraße 75). Weitere Queradern sind der Eilbeker Weg im Norden sowie die Papenstraße und die Hasselbrookstraße im Süden. Wichtige Nord-Süd-Verbindungen sind, von Westen aus aufgezählt: Wartenau/Landwehr, Hirschgraben, Ritterstraße, Kantstraße, Hammer Steindamm.

### Öffentlicher Personennahverkehr

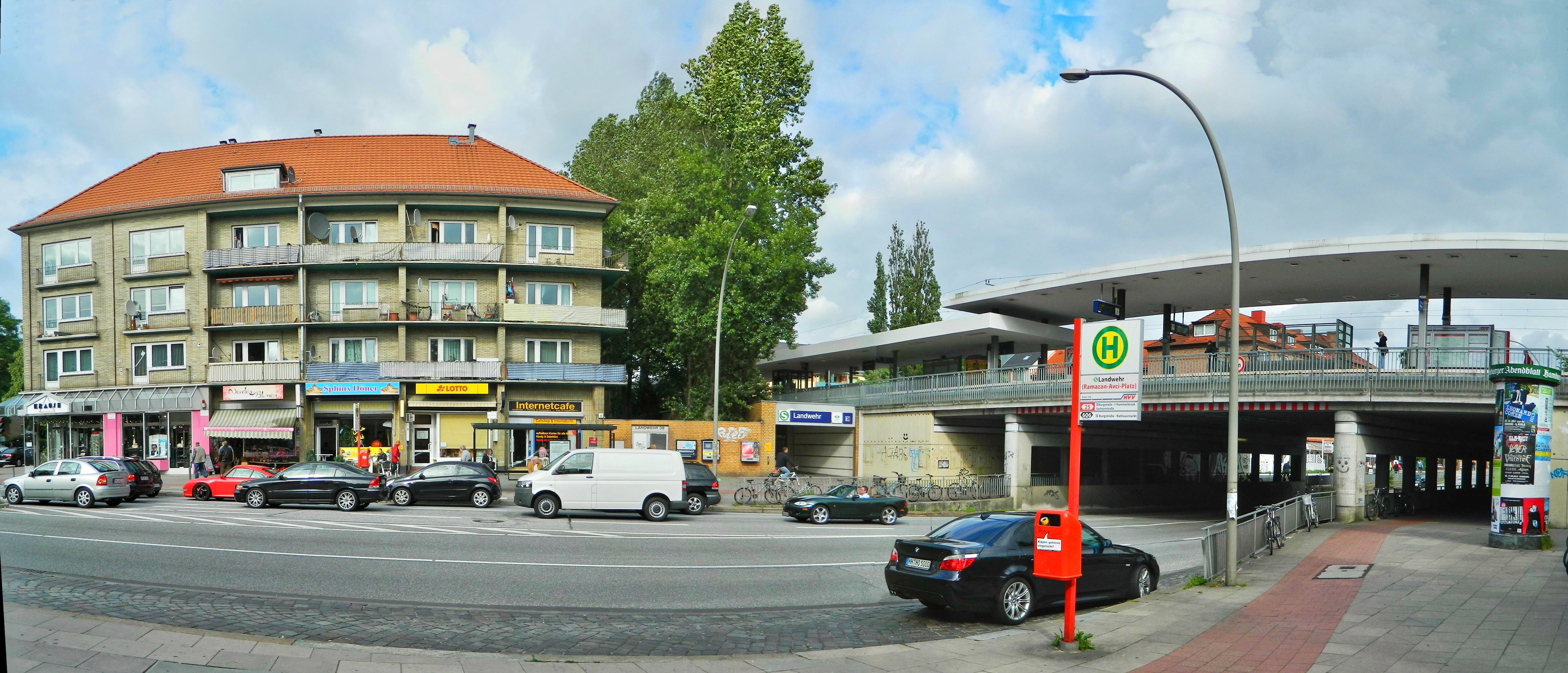
S-Bahnhof Landwehr

In Eilbek befinden sich die S-Bahn-Stationen Landwehr, Hasselbrook, Wandsbeker Chaussee und an der Grenze zu Dulsberg die S-Bahn-Station Friedrichsberg. In Hasselbrook hält außerdem die Regionalbahn der Linie RB81 (Hamburg–Bad Oldesloe). Des Weiteren bedient die U-Bahn-Linie 1 Eilbek an den Haltestellen Wartenau, Ritterstraße und Wandsbeker Chaussee.
Dieses Schnellbahnangebot wird ergänzt durch die folgenden Buslinien: die Metrobus-Linie 16, die den Stadtteil auf der Ost-West-Achse durchquert, die Metrobus-Linie 25, die am westlichen Rande Eilbeks längs des Straßenzugs Landwehr/Wartenau verkehrt, die Xpressbus-Linie X22 und schließlich die Stadtbusse der Linien 116, 213 und 261 und den Quartiersbus 530. Im Nachtverkehr wird Eilbek durch die ganztägig verkehrende Metrobus-Linie 25 in Nord-Süd-Richtung und durch die NachtBus-Linie 608 in Ost-West-Richtung erschlossen.

## Ansässige Unternehmen und Behörden
- Arbeitsagentur Hamburg-Wandsbek
- Berufsgenossenschaft für Gesundheitsdienst und Wohlfahrtspflege
- seca gmbh & co. kg.

## Sportvereine
- Hamburger Schachklub von 1830
- Sport-Club Eilbek von 1913 e. V.
- Turnerbund Hamburg-Eilbeck e. V. von 1880